# Gueorgui Jarkov
Gueorgui Jarkov (en bulgare Георги Жарков) (né le 10 mai 1976) est un sauteur à ski bulgare.

## Palmarès

### Championnats du monde
| Épreuve / Édition | Thunder Bay 1995 |
| Petit Tremplin    | 57e              |
| Grand Tremplin    | 54e              |

### Coupe du monde
- Meilleur résultat : 44e.